# Rosa lucieae
Rosa lucieae — вид рослин з родини розових (Rosaceae); поширений у Японії, Кореї, південно-східному Китаї, Тайвані, Філіппінах.

## Опис
Стебла повзучі або виткі, 10+ дм; кора зелена або коричнева; колючки підприлисткові та / або міжвузлові, поодинокі або парні, вигнуті або відхилені, ± товсті, 4–5 × 2 мм. Листки листопадні (північні) або напівстійкі (південні), 8–10 см; прилистки вузьколанцетні, 10–12 × 2–3 мм, поверхні голі, краї залозисті; ніжки й ребра з колючками, гладкі, залозисті; листочків 7–9, на ніжках 5–9 мм, пластинки від широко яйцюватих до яйцюватих, 15–30 × 12–20 мм, краї зубчасті, вершина від гострої до загостреної; поверхні знизу гладкі, залози тільки вздовж серединної жилки, зверху — зелені, блискучі, голі. Волоті (1)5–20+-квіткові. Квітки діаметром 2–2.5 см; чашолистки яйцювато-загострені, 6–8 × 1–1.5 мм, краї перисті, кінчик 2 × 0.5 мм; пелюстки подвійні, іноді поодинокі, білі, рожеві до трояндових дистально, 13–15 × 11–15 мм. Плоди шипшини червоні, кулясті, 5–10 × 5–9 мм. Сім'янки 1–11, темно-коричневі, 4–4.5 × 2–2.5 мм. 2n = 14(28).
Період цвітіння: червень — серпень.

## Поширення
Поширений у Японії, Кореї, південно-східному Китаї, Тайвані, Філіппінах; також культивується.
Населяє порушені райони, узбіччя доріг, заплави, старі присадибні ділянки, сухі ліси, узбіччя шосе. Висота зростання: 0–500 м.

## Використання
Декоративна рослина.